# ماساو كومي
ماساو كومي (باليابانية: 久米正雄) (23 نوفمبر 1891، يويدا في اليابان - 1 مارس 1952، كاماكورا في اليابان)؛ شاعر، سياسي، كاتب مسرحي، كاتب وروائي ياباني.

## روابط خارجية
- ماساو كومي على موقع IMDb (الإنجليزية)
- ماساو كومي على موقع الموسوعة البريطانية (الإنجليزية)
- ماساو كومي على موقع ميوزك برينز (الإنجليزية)
- ماساو كومي على موقع قاعدة بيانات الفيلم (الإنجليزية)